# Rally de Cantabria de 2016
El Rally de Cantabria de 2016, oficialmente 37.º Rally Santander Cantabria, fue la 37.ª edición y la quinta ronda de la temporada 2016 del Campeonato de España de Rally. Se celebró del 4 de junio al 5 de junio y contó con un itinerario de diez tramos que sumaban un total de 180,39 km cronometrados.

## Itinerario
| Día   | Tramo | Nombre              | Distancia | Hora  | Ganador                  | Tiempo    | Líder                    |
| Día 1 |       |                     |           |       |                          |           |                          |
| ----- | ----- | ------------------- | --------- | ----- | ------------------------ | --------- | ------------------------ |
| Día 1 | TC1   | Villacarriedo       | 19.11 km  | 18:48 | Surhayen Pernía          | 12:03.1   | Surhayen Pernía          |
| Día 1 | TC2   | Barcenilla-Vega     | 15.48 km  | 19:18 | Alberto Monarri          | 9:32.0    | Surhayen Pernía          |
| Día 1 | TC3   | Villacarriedo       | 19.11 km  | 21:33 | Cancelado                | Cancelado | Surhayen Pernía          |
| Día 1 | TC4   | Barcenilla-Vega     | 15.48 km  | 22:03 | Cancelado                | Cancelado | Surhayen Pernía          |
| Día 1 | TC5   | Riotuerto-Arredondo | 28.07 km  | 08:56 | Cristian García Martínez | 18:29.6   | Cristian García Martínez |
| Día 1 | TC6   | San Roque-Merilla   | 9.00 km   | 09:37 | Cristian García Martínez | 5:40.7    | Cristian García Martínez |
| Día 1 | TC7   | Riotuerto-Arredondo | 28.07 km  | 11:50 | Cristian García Martínez | 18:16.5   | Cristian García Martínez |
| Día 1 | TC8   | San Roque-Merilla   | 9.00 km   | 12:31 | Cristian García Martínez | 5:30.3    | Cristian García Martínez |
| Día 1 | TC9   | Riotuerto-Arredondo | 28.07 km  | 14:44 | Cristian García Martínez | 18:45.2   | Cristian García Martínez |
| Día 1 | TC10  | San Roque-Merilla   | 9.00 km   | 15:25 | Alberto Monarri          | 5:44.8    | Cristian García Martínez |

## Clasificación final
| Pos. | Piloto                   | Copiloto                  | Automóvil               | Tiempo    | Diferencia |
| ---- | ------------------------ | ------------------------- | ----------------------- | --------- | ---------- |
| 1.   | Cristian García Martínez | Rebeca Liso               | Mitsubishi Lancer Evo X | 1:34:19.2 | 0.0        |
| 2.   | Alberto Monarri          | Rodrigo Sanjuan           | Mitsubishi Lancer Evo X | 1:35:57.3 | +1:38.1    |
| 3.   | Sergio Vallejo           | Diego Vallejo             | Citroën DS3 R5          | 1:36:35.7 | +2:16.5    |
| 4.   | Adrián Díaz Pérez        | Andrea Lamas              | Suzuki Swift S1600      | 1:38:58.9 | +4:39.7    |
| 5.   | Esteban Vallín           | Borja Odriozola           | Opel Adam R2            | 1:42:05.4 | +7:46.2    |
| 6.   | Ángel Paniceres          | Franscisco Javier Álvarez | Opel Adam R2            | 1:43:00.3 | +8:41.1    |
| 7.   | José Alonso Liste        | Javier Prieto             | Mini Rallye N2          | 1:46:25.4 | +12:06.2   |
| 8.   | Efrén Llarena            | Sara Fernández            | Suzuki Swift Sport      | 1:48:01.9 | +13:42.7   |
| 9.   | Javier Gómez             | César Crespo Peña         | Citroën Saxo VTS        | 1:48:49.1 | +14:29.9   |
| 10.  | Juan Manuel Mañá         | Jose Ángel Rosell Iborra  | Suzuki Swift Sport      | 1:49:42.8 | +15:23.6   |